# Żarów
Żarów (udtale: [ˈʐaruf] tysk: Saarau)   er en by  i  den  centrale del af  Voivodskabet Nedre Schlesien i det sydvestlige Polen.  Byen  har 6.603(2021) indbyggere og et areal på 6,16 km².  Den er en del af   powiatet (amt) Świdnica.  Byen ligger cirka 11 km nordøst for Świdnica, og 45 km sydvest for den regionale hovedstad Wrocław. 53,9% af befolkningen er klassificeret som byboer, mens 46,1% er klassificeret som landboer.